# Clemente Gaddi
Clemente Gaddi (Somana, 23 dicembre 1901 – Bergamo, 7 novembre 1993) è stato un arcivescovo cattolico italiano.

## Biografia
Nasce a Somana, frazione di Mandello del Lario, oggi in provincia di Lecco e diocesi di Como, il 23 dicembre 1901.

### Ministero sacerdotale
Il 18 settembre 1926 è ordinato presbitero, nella cattedrale di Como. È a lungo insegnante di teologia nel seminario di Como, e, di seguito, prevosto di Cernobbio. Venne nominato perfino Pro Vicario generale della diocesi di Como.

### Ministero episcopale
Il 24 giugno 1953 papa Pio XII lo nomina vescovo di Nicosia; succede a Pio Giardina, deceduto il 18 febbraio precedente. Il 6 settembre successivo riceve l'ordinazione episcopale dal vescovo di Como Felice Bonomini, co-consacranti i vescovi Guglielmo Bosetti e Giacomo Zaffrani. Prima di effettuare l'ingresso e la presa di possesso nella diocesi siciliana, tenne a Como la seconda delle relazioni al X sinodo diocesano, tenutosi il 23 e il 24 settembre 1953.
Il 21 luglio 1962 papa Giovanni XXIII lo nomina arcivescovo coadiutore con diritto di successione di Siracusa e arcivescovo titolare di Darni.
Il 25 settembre 1963 papa Paolo VI lo nomina vescovo, col titolo ad personam di arcivescovo, di Bergamo; succede a Giuseppe Piazzi, deceduto il 5 agosto precedente.
Fu ritenuto un grande vescovo, che puntò la sua azione pastorale sulla predicazione, sull'evangelizzazione e sulla formazione del clero. A Bergamo è ancora visibile il Seminario Vescovile in Città Alta, ristrutturato proprio per suo volere e inaugurato nel novembre 1967.
Si dice che, durante gli anni di episcopato orobico, il suo nome venne accostato a incarichi ben superiori a quelli ricoperti: si giunse, persino, a vedere in lui il nuovo patriarca di Venezia, soprattutto nel settembre 1969, alla morte improvvisa del cardinale Giovanni Urbani, al posto del quale venne poi eletto Albino Luciani, vescovo di Vittorio Veneto, che il 26 agosto 1978 sarebbe salito al soglio di Pietro con il nome di papa Giovanni Paolo I.
Il 20 maggio 1977 papa Paolo VI accoglie la sua rinuncia, presentata per raggiunti limiti di età; gli succede Giulio Oggioni. Vive fino alla morte presso la Città Alta, in compagnia della sorella Domenica, fedele fino all'ultimo al fratello vescovo.
Non mancò mai di tornare di frequente nel suo paese natio, presso il quale amava soggiornare anche per brevi periodi. Celebre è l'omelia che tenne nel settembre 1986 nella parrocchiale di Somana, in occasione del suo LX anniversario di sacerdozio: essa durò 40 minuti, durante i quali ripercorse tutto il suo cammino vocazionale e sacerdotale. Molto amato e stimato dai suoi concittadini, gli è stata intitolata post-mortem la piazza della chiesa della frazione di cui era originario, recentemente rivista dai lavori che ne hanno modificato la struttura.
Muore a Bergamo il 7 novembre 1993 all'età di 91 anni. Riposa nella cripta della cattedrale bergamasca, accanto a tutti gli altri vescovi orobici defunti.

## Genealogia episcopale e successione apostolica
La genealogia episcopale è:
- Cardinale Scipione Rebiba
- Cardinale Giulio Antonio Santori
- Cardinale Girolamo Bernerio, O.P.
- Vescovo Claudio Rangoni
- Arcivescovo Wawrzyniec Gembicki
- Arcivescovo Jan Wężyk
- Vescovo Piotr Gembicki
- Vescovo Jan Gembicki
- Vescovo Bonawentura Madaliński
- Vescovo Jan Małachowski
- Arcivescovo Stanisław Szembek
- Vescovo Felicjan Konstanty Szaniawski
- Vescovo Andrzej Stanisław Załuski
- Arcivescovo Adam Ignacy Komorowski
- Arcivescovo Władysław Aleksander Łubieński
- Vescovo Andrzej Stanisław Młodziejowski
- Arcivescovo Kasper Kazimierz Cieciszowski
- Vescovo Franciszek Borgiasz Mackiewicz
- Vescovo Michał Piwnicki
- Arcivescovo Ignacy Ludwik Pawłowski
- Arcivescovo Kazimierz Roch Dmochowski
- Arcivescovo Wacław Żyliński
- Vescovo Aleksander Kazimierz Bereśniewicz
- Arcivescovo Szymon Marcin Kozłowski
- Vescovo Mečislovas Leonardas Paliulionis
- Arcivescovo Bolesław Hieronim Kłopotowski
- Arcivescovo Jerzy Józef Elizeusz Szembek
- Vescovo Stanisław Kazimierz Zdzitowiecki
- Cardinale Aleksander Kakowski
- Papa Pio XI
- Cardinale Alfredo Ildefonso Schuster, O.S.B.
- Arcivescovo Giacinto Tredici, O.SS.C.A.
- Vescovo Felice Bonomini
- Arcivescovo Clemente Gaddi

La successione apostolica è:
- Vescovo Francesco Monaco (1954)
- Vescovo Servilio Conti, I.M.C. (1968)
- Vescovo Guido Attilio Previtali, O.F.M. (1969)
- Vescovo Valentino Giacomo Lazzari, O.F.M.Cap. (1971)
- Vescovo Alessandro Assolari, S.M.M. (1973)
- Arcivescovo Bruno Foresti (1975)
- Vescovo Giovanni Locatelli (1977)